# 층밀림 탄성률
재료과학 또는 고체역학 및 유체역학에서, 층밀림 탄성률(shear modulus) 또는 강성률(modulus of rigidity) 또는 층밀리기 탄성 계수(shear modulus of elasticity) 또는 전단 탄성 계수는  재료의 탄성 전단 강성의 척도이며 층밀림 변형(전단 변형도, shear strain, {\displaystyle \gamma })에 대한 층밀림 변형력(전단 응력, shear stress, {\displaystyle \tau })의 비로 정의되는 재료의 특성을 나타내는 값이다.
{\displaystyle G\equiv {\frac {\tau }{\gamma }}={\frac {F/A_{0}}{\Delta x/h}}={\frac {Fh}{\Delta xA_{0}}}}
여기서 {\displaystyle {F/A_{0}}}는 층밀림 변형력, {\displaystyle {\Delta x/h}}는 층밀림 변형이다.
층밀림 탄성률의 단위는 기가파스칼(GPa) 또는 제곱 인치 당 천 파운드(ksi) 등을 사용한다.
전단탄성계수는 선형탄성계수(E)와 다음과 같은 관계를 갖는다.
{\displaystyle G={\frac {E}{2(1+\nu )}}}
여기서 {\displaystyle {\nu }}는 프아송비다.

## 같이 보기
- 탄성률 (탄성 계수)
- 재료역학
- 변형 (역학) (strain)
- 변형력-변형 곡선
- 훅 법칙
- 층밀림(shearing, 전단)
- 변형력(stress, 응력)
- 층밀림 변형력(shear stress, 전단 응력)
- 층밀림 힘(shear force, 전단력)
- 층밀림 비율(shear rate, 전단율)